# Grahame Hardie
David Grahame Hardie (* 25. April 1950 in Crosby) ist ein britischer Biochemiker und emeritierter Professor an der University of Dundee.

## Leben und Wirken
Hardie wuchs als Kind einer schottischstämmigen Familie in der Nähe von Liverpool auf. Er studierte an der University of Cambridge Biochemie (Bachelor 1971) und erwarb bei David Manners an der Heriot-Watt University in Edinburgh einen Ph.D. Als Postdoktorand arbeitete er bei E. Morton Bradbury an der Portsmouth Polytechnic und bei David Stansfield an der University of Dundee, wo er ab 1977 seine weitere akademische Karriere verbrachte und 1994 eine Professur erhielt.
Hardie und Mitarbeiter definierten die AMP-aktivierte Proteinkinase (AMPK) als Energiesensor der Zelle. AMPK reagiert auf einen Abfall von Adenosintriphosphat (ATP) und einen Anstieg von Adenosindiphosphat (ADP) und Adenosinmonophosphat (AMP) mit der Heraufregulation der Produktion von ATP aus Fettsäuren und Glucose und der Herunterregulation aller Prozesse, die ATP verbrauchen, darunter Zellwachstum und Zellteilung. Hardie konnte zeigen, dass die AMPK beim Training in der Muskulatur aktiviert wird und zu den vielen positiven Gesundheitsaspekten regelmäßiger körperlicher Tätigkeit beiträgt, und dass AMPK das wichtigste Zielmolekül des Antidiabetikums Metformin ist. Jüngere Arbeiten befassen sich mit der Rolle der AMPK bei Demenzen und bei Krebs.
Grahame Davies ist seit 1977 mit Lyn (Linda Margaret) Davies verheiratet. Das Paar hat vier Söhne. In seiner Freizeit segelt Hardie und unternimmt Bergwanderungen.

## Ehrungen
1998 wurde Hardie in die Royal Society of Edinburgh, 2007 in die Royal Society gewählt. 2008 erhielt er den Rolf Luft Award des schwedischen Karolinska Institutet und ein Ehrendoktorat der Medizinischen Universität Białystok in Polen. Hardie hat laut Google Scholar einen h-Index von 152, In der Datenbank Scopus lassen sich ihm zwei Profile zuordnen mit einem h-Index von 131 bzw. 3 (jeweils Stand Juli 2025).